# Monarquía de Julio

La Libertad guiando al pueblo, de Eugène Delacroix, conmemora la Revolución de 1830.

La Monarquía de Julio (en francés: Monarchie de Juillet) es el nombre con el que la historiografía contemporánea suele designar al periodo histórico que se desarrolló en Francia desde 1830 a 1848, entre dos de los principales procesos revolucionarios considerados ciclos de la revolución liberal o burguesa: la denominada Revolución de 1830, también llamada «Revolución de Julio», y la otra denominada Revolución francesa de 1848 o bien «Primavera de los Pueblos».

## Antecedentes
Tras la expulsión de Napoleón Bonaparte en 1814, los aliados restauraron la Dinastía Borbón al trono francés. El período siguiente, la Restauración Borbónica, se caracterizó por una reacción conservadora y el restablecimiento de la Iglesia católica como un poder en la política francesa. El relativamente liberal Luis Estanislao Javier Borbón, Conde de Provenza, hermano del depuesto y ejecutado Luis XVI, gobernó como Luis XVIII desde 1814-1824 y fue sucedido por su hermano menor más conservador, el ex Conde de Artois, gobernando como Carlos X desde 1824.
A pesar del regreso de la Casa de Borbón al poder, Francia cambió mucho desde la era del antiguo régimen. El igualitarismo y el liberalismo de los revolucionarios siguieron siendo una fuerza importante y la autocracia y la jerarquía de la era anterior no pudieron restablecerse por completo. Los cambios económicos, que se habían puesto en marcha mucho antes de la revolución, habían progresado aún más durante los años de agitación y estaban firmemente arraigados en 1815. Estos cambios habían visto cambiar el poder de los nobles terratenientes a los comerciantes urbanos. Las reformas administrativas de Napoleón, como el Código Napoleónico y la eficiente burocracia, también se mantuvieron en su lugar. Estos cambios produjeron un gobierno central unificado que era fiscalmente sólido y tenía mucho control sobre todas las áreas de la vida francesa, una gran diferencia con la complicada mezcla de tradiciones e instituciones feudales y absolutistas de los borbones prerrevolucionarios.
Luis XVIII, en su mayor parte, aceptó que mucho había cambiado. Sin embargo, fue empujado a su derecha por los ultra-realistas, liderados por el conde de Villèle, que condenó el intento de los doctrinarios de reconciliar la Revolución con la monarquía a través de una monarquía constitucional. En cambio, la cámara de Francia producto de las elecciones generales de los 14 y 22 de agosto de 1815, la llamada Chambre introuvable,  primero desterró a todos los miembros de la Convención que votaron por la ejecución de Luis XVI y luego aprobó leyes reaccionarias similares. Luis XVIII se vio obligado a disolver esta Cámara, dominada por los ultras, en 1816, temiendo un levantamiento popular. Los liberales gobernaron así hasta el asesinato en 1820 del duque de Berry, sobrino del rey, lo que devolvió al poder a los Ultras de Villèle. Su hermano Carlos X, sin embargo, adoptó un enfoque mucho más conservador. Intentó compensar a los aristócratas por lo que habían perdido en la revolución, frenó la libertad de prensa y reafirmó el poder de la Iglesia. En 1830, el descontento causado por estos cambios y la nominación autoritaria de Carlos del Príncipe Ultra-realista Polignac como ministro culminó en un levantamiento en las calles de París, conocido como la Revolución de julio de 1830. Carlos se vio obligado a huir y Luis Felipe de Orleans, miembro de la rama de la Casa de Orleans, e hijo de Felipe Igualdad que había votado la muerte de su primo Luis XVI, ascendió al trono. Luis Felipe gobernó, no como "Rey de Francia" sino como "Rey de los franceses" (una diferencia evocadora para los contemporáneos).

## Período inicial (agosto de 1830-noviembre de 1830)

### El establecimiento simbólico del nuevo régimen
El 7 de agosto de 1830, se revisó la Carta de 1814. Se suprimió el preámbulo que revivía al Antiguo Régimen, y el rey de Francia se convirtió en el "rey de los franceses", (también conocido como el "rey ciudadano") estableciendo el principio de soberanía nacional sobre el principio del derecho divino. La nueva Carta fue un compromiso entre la oposición de los Doctrinarios a Carlos X y los republicanos. Las leyes que imponen el catolicismo y la censura fueron derogadas y la revolucionaria bandera tricolor se restableció.
Luis Felipe prometió su juramento a la Carta de 1830 el 9 de agosto que establece los inicios de la Monarquía de julio. Dos días después, se formó el primer gabinete, reuniendo a la oposición constitucionalista a Carlos X, incluidos Casimir Perier, el banquero Jacques Laffitte, el conde Molé, el duque de Broglie, François Guizot, etc. El primer objetivo del nuevo gobierno era restaurar el orden público, mientras que al mismo tiempo parece aplaudir a las fuerzas revolucionarias que acababan de triunfar. Ayudado por el pueblo de París a derrocar a los legitimistas, la burguesía orleanista tuvo que establecer su nuevo orden.
Luis Felipe decidió el 13 de agosto de 1830 adoptar las armas de la Casa de Orleans como símbolos estatales. Al revisar un desfile de la Guardia Nacional de París el 29 de agosto que aclamó la adopción, exclamó a su líder, Lafayette: "¡Esto vale más para mí que la coronación en Reims!". El nuevo régimen decidió el 11 de octubre que todas las personas heridas durante la revolución (500 huérfanos, 500 viudas y 3,850 personas heridas) recibirían una compensación financiera y presentaron un proyecto de ley que los indemnizaría por un monto de 7 millones de francos, también creando una medalla conmemorativa para los revolucionarios de julio.
Los ministros perdieron sus honores de monseñor y excelencia y se convirtieron simplemente en monsieur le ministre. Al hijo mayor del nuevo rey, Fernando Felipe, se le dio el título de duque de Orleans y príncipe real, mientras que sus hijas y su hermana, Adelaida de Orleans, fueron nombradas princesas de Orleans, y no de Francia, ya que ya no existía cualquier "rey de Francia" ni "Casa de Francia".
Las leyes impopulares aprobadas durante la Restauración fueron derogadas, incluida la ley de amnistía de 1816 que había desterrado a los regicidas, con la excepción del artículo 4, sobre la familia Bonaparte. La iglesia de Sainte-Geneviève volvió una vez más a sus funciones como un edificio secular, llamado Panteón. Se impusieron varias restricciones presupuestarias a la Iglesia Católica, mientras que se derogó la Ley Antisacrilegio de 1825 que preveía penas de muerte por sacrilegio.

### Un trastorno permanente
Los disturbios civiles continuaron durante tres meses, apoyados por la prensa de izquierda. El gobierno de Luis Felipe no pudo ponerle fin, principalmente porque la Guardia Nacional estaba encabezada por uno de los líderes republicanos, el marqués de La Fayette, que abogaba por un "trono popular rodeado de instituciones republicanas". Los republicanos se reunieron en clubes populares, en la tradición establecida por la Revolución de 1789. Algunos de ellos fueron frentes para sociedades secretas (por ejemplo, la Blanquist Société des Amis du Peuple), que buscaban reformas políticas y sociales, o la ejecución de los ministros de Carlos X (Jules de Polignac, Jean de Chantelauze, el conde de Peyronnet y Martial de Guernon-Ranville). Las huelgas y manifestaciones fueron permanentes.
Para estabilizar la economía y finalmente asegurar el orden público, en el otoño de 1830 el gobierno hizo que la Asamblea votara un crédito de 5 millones de francos para subsidiar las obras públicas, en su mayoría carreteras. Luego, para evitar quiebras y el aumento del desempleo, especialmente en París, el gobierno emitió una garantía para las empresas que enfrentan dificultades, otorgándoles 60 millones de francos. Estos subsidios se destinaron principalmente a los bolsillos de grandes empresarios alineados con el nuevo régimen, como la impresora Firmin Didot.
La muerte del Príncipe de Condé el 27 de agosto de 1830, que fue encontrado colgado, causó el primer escándalo de la Monarquía de julio. Sin pruebas, los legitimistas acusaron rápidamente a Luis Felipe y a la reina María Amelia de haber asesinado al príncipe ultrarrealista, con el supuesto motivo de permitir que su hijo, el duque de Aumale, consiguiera su fortuna. Sin embargo, se acepta comúnmente que el Príncipe murió como resultado de juegos sexuales con su amante, la baronesa de Feuchères.

### Purga de los legitimistas
Mientras tanto, el gobierno expulsó de la administración a todos los partidarios legitimistas que se negaron a jurar lealtad al nuevo régimen, lo que condujo al retorno a los asuntos políticos de la mayoría del personal del Primer Imperio, que habían sido expulsados durante la Segunda Restauración. Esta renovación del personal político y administrativo fue ilustrada con humor por un vodevil de Jean-François Bayard. El Ministro del Interior, Guizot, volvió a nombrar a toda la administración prefectoral y los alcaldes de las grandes ciudades. El Ministro de Justicia, Dupont de l'Eure, asistido por su secretario general, Mérilhou, despidió a la mayoría de los fiscales. En el ejército, el general de Bourmont, un seguidor de Carlos X que estaba al mando de la invasión de Argelia, fue reemplazado por Bertrand Clauzel. Se reemplazaron generales, embajadores, ministros plenipotenciarios y la mitad del Consejo de Estado. En la Cámara de Diputados, una cuarta parte de los escaños (119) fueron sometidos a una nueva elección en octubre, lo que condujo a la derrota de los legitimistas.
Sin embargo, en términos sociológicos, esta renovación de las figuras políticas no marcó ningún gran cambio de las élites. Los antiguos terratenientes, los funcionarios públicos y las profesiones liberales continuaron dominando el estado de cosas, lo que llevó al historiador David H. Pinkney a negar cualquier reclamo de un "nuevo régimen de una gran burguesía".

### La "Resistencia" y el "Movimiento"
Aunque algunas voces comenzaron a presionar para el cierre de los clubes republicanos, que fomentaban la agitación revolucionaria, el ministro de Justicia, Dupont de l'Eure, y el fiscal parisino, Bernard, ambos republicanos, se negaron a enjuiciar a las asociaciones revolucionarias (la ley francesa prohibía reuniones de más de 20 personas).
Sin embargo, el 25 de septiembre de 1830, el ministro del Interior Guizot respondió a la pregunta de un diputado sobre el tema estigmatizando el "estado revolucionario", que combinó con el caos, al que se opuso a la "Revolución Gloriosa" en Inglaterra en 1688.
Posteriormente aparecieron dos corrientes políticas que estructurarían la vida política bajo la Monarquía de Julio: el Partido del Movimiento y el Partido de la Resistencia. El primero era reformista y estaba a favor del apoyo a los nacionalistas que intentaban, en toda Europa, sacudir el control de los diversos imperios para crear estados-nación. Su portavoz era Le National. El segundo era conservador y apoyaba la paz con los monarcas europeos, y tenía como portavoz Le Journal des débats.
El juicio de los ministros de Carlos X, arrestados en agosto de 1830 mientras huían, se convirtió en el principal problema político. La izquierda exigió sus cabezas, pero a esto se opuso Luis Felipe, que temía una espiral de violencia y la renovación del terror revolucionario. Así, el 27 de septiembre de 1830, la Cámara de Diputados aprobó una resolución acusando a los exministros, pero al mismo tiempo, en un discurso al rey Luis Felipe el 8 de octubre, lo invitó a presentar un proyecto de ley que derogara la pena de muerte, al menos por delitos políticos. Esto a su vez provocó el descontento popular el 17 y 18 de octubre, con las masas marchando hacia el Fuerte de Vincennes, donde los ministros fueron detenidos.
Después de estos disturbios, el ministro del Interior, Guizot, solicitó la renuncia del prefecto del Sena, Odilon Barrot, quien había criticado el discurso de los parlamentarios al rey. Con el apoyo de Víctor de Broglie, Guizot consideró que un funcionario importante no podía criticar un acto de la Cámara de Diputados, particularmente cuando había sido aprobado por el rey y su gobierno. Dupont de l'Eure se puso del lado de Barrot, amenazando con renunciar si el rey lo negaba. El banquero Laffitte, una de las principales figuras del Parti du mouvement, se propuso coordinar a los ministros con el título de "Presidente del Consejo". Esta Broglie inmediatamente llevado y Guizot, del Partido de la Orden, a renunciar, seguido por Casimir Perier, André Dupin, el conde Molé y Joseph-Dominique Louis. Frente a la derrota del Parti de l'Ordre, Luis Felipe decidió llevar a Laffitte a juicio, esperando que el ejercicio del poder lo desacreditara. Así lo llamó para formar un nuevo gobierno el 2 de noviembre de 1830.

## El gobierno de Laffitte (2 de noviembre de 1830-13 de marzo de 1831)
Aunque Luis Felipe no estuvo de acuerdo con el banquero Laffitte y le prometió en secreto al duque de Broglie que no lo apoyaría en absoluto, el nuevo presidente del Consejo fue engañado para que confiara en su rey.
El juicio de los exministros de Carlos X tuvo lugar del 15 al 21 de diciembre de 1830 ante la Cámara de los Pares, rodeado de manifestantes que exigían su muerte. Finalmente fueron condenados a cadena perpetua, acompañados de muerte civil por Polignac. La Guardia Nacional de La Fayette mantuvo el orden público en París, afirmando que era el perro guardián burgués del nuevo régimen, mientras que el nuevo Ministro del Interior, Camille de Montalivet, mantuvo a los ministros a salvo al detenerlos en el Castillo de Vincennes.
Pero al demostrar la importancia de la Guardia Nacional, La Fayette entró en una posición delicada, y rápidamente se vio obligado a renunciar. Esto llevó a la renuncia del Ministro de Justicia Dupont de l'Eure. Para evitar la dependencia exclusiva de la Guardia Nacional, el "Rey Ciudadano" encargó al mariscal Soult, el nuevo Ministro de Guerra, de reorganizar el Ejército. En febrero de 1831, Soult presentó su proyecto, con el objetivo de aumentar la efectividad de los militares. Entre otras reformas, el proyecto incluyó la ley del 9 de marzo de 1831 que crea la Legión Extranjera.
Mientras tanto, el gobierno promulgó varias reformas exigidas por el Parti du Mouvement, que se habían establecido en la Carta (art. 69). La ley del 21 de marzo de 1831 sobre los consejos municipales restableció el principio de elección y amplió el electorado (fundado en el sufragio censal) que se multiplicó por diez en comparación con las elecciones legislativas (aproximadamente de 2 a 3 millones de electores de una población total de 32,6 millones). La ley del 22 de marzo de 1831 reorganizó la Guardia Nacional; La ley del 19 de abril de 1831, votada después de dos meses de debate en el Parlamento y promulgada después de la caída de Laffitte, redujo el nivel de ingresos electorales de 300 a 200 francos y el nivel de elegibilidad de 1,000 a 500 francos. El número de votantes aumentó de menos de 100,000 a 166,000: un francés entre 170 poseía el derecho a votar, y el número de electores aumentó de 430 a 459.

### Los disturbios de febrero de 1831
A pesar de estas reformas, que se dirigieron a la burguesía más que al pueblo, París se vio sacudida una vez más por disturbios los días 14 y 15 de febrero de 1831, lo que llevó a la caída de Laffitte. La causa inmediata de los disturbios fue un servicio funerario organizado por los legitimistas en la Iglesia Saint-Germains l'Auxerrois en memoria del duque ultrarrealista de Berry, asesinado en 1820. La conmemoración se convirtió en una manifestación política a favor del conde de Chambord, pretendiente legitimista al trono. Al ver en esta celebración una provocación intolerable, los manifestantes republicanos saquearon la iglesia dos días seguidos, antes de encender otras iglesias. El movimiento revolucionario se extendió a otras ciudades.
Frente a nuevos disturbios, el gobierno se abstuvo de cualquier represión fuerte. El prefecto del Sena Odilon Barrot, el prefecto de la policía Jean-Jacques Baude y el nuevo comandante de la Guardia Nacional, general Georges Mouton, permanecieron pasivos, lo que provocó la indignación de Guizot, así como las críticas del republicano Armand Carrel contra la demagogia del gobierno. Lejos de reprimir a las multitudes, el gobierno hizo que el arzobispo de París, Mons de Quélen fuese arrestado, además de acusar al fraile de Saint-Germain-l'Auxerrois y otros sacerdotes, junto con algunos otros monárquicos, de haber provocado a las masas.
En un gesto de apaciguamiento, Laffitte, con el apoyo del Príncipe Real Fernando Felipe, duque de Orléans, le propuso al rey que retirara la flor de lis, símbolo del Antiguo Régimen, del sello estatal. Con evidente disgusto, Luis Felipe finalmente firmó la ordenanza del 16 de febrero de 1831 sustituyendo las armas de la Casa de Orleans por un escudo con un libro abierto, en el que se podía leer "Charte de 1830". La flor de lis también se eliminó de los edificios públicos, etc. Esta nueva derrota del rey selló el destino de Laffitte.
El 19 de febrero de 1831, Guizot atacó verbalmente a Laffitte en la Cámara de Diputados, desafiándolo a disolver la Cámara y presentarse ante los electores. Laffitte aceptó, pero el rey, que era el único con derecho a disolver la Cámara, prefirió esperar unos días más. Mientras tanto, el prefecto del Sena Odilon Barrot fue reemplazado por Taillepied de Bondy a pedido de Montalivet, y el prefecto de la policía Jean-Jacques Baude por Vivien de Goubert. Para empeorar las cosas, en este clima insurreccional, la situación económica era bastante mala.
Luis Felipe finalmente engañó a Laffitte para que renunciara haciendo que su Ministro de Asuntos Exteriores, Horace Sébastiani, le pasara una nota escrita por el embajador francés en Viena, Marshal Maison, y que había llegado a París el 4 de marzo de 1831, que anunciaba una inminente intervención austriaca en Italia. Al enterarse de esta nota en Le Moniteur del 8 de marzo, Laffitte solicitó explicaciones inmediatas a Sébastiani, quien respondió que había seguido las órdenes reales. Después de una reunión con el rey, Laffitte presentó al Consejo de Ministros un programa beligerante, y posteriormente fue rechazado, obligándolo a renunciar. La mayoría de sus ministros ya habían negociado sus posiciones en el próximo gobierno.

## El gobierno de Casimir Perier (13 de marzo de 1831-16 de mayo de 1832)
Habiendo logrado superar al Parti du Mouvement, el "Rey Ciudadano" llamó al poder al Parti de la Résistance. Sin embargo, Luis Felipe no estaba mucho más cómodo con un lado que con el otro, ya que estaba más cerca del centro. Además, no sentía simpatía por su líder, el banquero Casimir Perier, quien reemplazó a Laffitte el 13 de marzo de 1831 como jefe del gobierno. Su objetivo era restablecer el orden en el país, dejando que el Parti de la Résistance asumiera la responsabilidad de las medidas impopulares.
Perier, sin embargo, logró imponer sus condiciones al rey, incluida la preeminencia del presidente del Consejo sobre otros ministros, y su derecho a convocar a los consejos de gabinete fuera de la presencia real del rey. Además, Casimir Perier aseguró el acuerdo de que el príncipe liberal, Fernando Felipe de Orleans, dejaría de participar en el Consejo de Ministros. A pesar de esto, Perier valoró el prestigio del rey, pidiéndole, el 21 de septiembre de 1831, que se mudara de la residencia de su familia, el Palacio Real, al palacio de las Tullerías.
El banquero Perier estableció los principios del nuevo gobierno el 18 de marzo de 1831: solidaridad ministerial y la autoridad del gobierno sobre la administración: "el principio de la Revolución de Julio... no es la insurrección... es la resistencia a la agresión del poder" e, internacionalmente, "una actitud pacífica y el respeto del principio de no intervención". La gran mayoría de la Cámara aplaudió al nuevo gobierno y le otorgó una mayoría cómoda. Perier aprovechó el apoyo del gabinete mediante juramentos de solidaridad y disciplina estricta para los disidentes. Excluyó a los reformadores del discurso oficial y abandonó la política no oficial del régimen de mediar en disputas laborales en favor de una estricta política de laissez-faire que favoreciera a los empleadores.

### Disturbios civiles (revuelta de Canut) y represión
El 14 de marzo de 1831, por iniciativa de una sociedad patriótica creada por el alcalde de Metz, Jean-Baptiste Bouchotte, la prensa de la oposición lanzó una campaña para recaudar fondos para crear una asociación nacional destinada a luchar contra cualquier restauración borbónica y los riesgos de una invasión extranjera. Todas las principales figuras de la izquierda republicana (La Fayette, Jacques-Charles Dupont de l'Eure, Jean Maximilien Lamarque, Odilon Barrot, etc.) lo apoyaron. Se crearon comités locales en toda Francia, lo que llevó al nuevo presidente del Consejo, Casimir Perier, a emitir una circular que prohíbe a los funcionarios públicos pertenecer a esta asociación, a la que acusó de desafiar al propio estado acusándolo implícitamente de no cumplir con sus deberes adecuados.
A principios de abril de 1831, el gobierno tomó algunas medidas impopulares, obligando a varias personalidades importantes a renunciar: Odilon Barrot fue despedido del Consejo de Estado, el comando militar del general Lamarque suprimido, Bouchotte y el marqués de Laborde obligados a renunciar. Cuando el 15 de abril de 1831 la Cour d'assises absolvió a varios jóvenes republicanos (Godefroy Cavaignac, Joseph Guinard y Audry de Puyraveauhijo), en su mayoría oficiales de la Guardia Nacional que habían sido arrestados durante los problemas de diciembre de 1830 tras el juicio de los ministros de Carlos X, nuevos disturbios aclamaron la noticia del 15 al 16 de abril. Pero Perier, al implementar la ley del 10 de abril de 1831 que prohíbe las reuniones públicas, usó tanto a los militares como a la Guardia Nacional para disolver las multitudes. En mayo, el gobierno usó mangueras contra incendios como técnicas de control de multitudes por primera vez.
Otro motín, iniciado en la rue Saint-Denis el 14 de junio de 1831, degeneró en una batalla abierta contra la Guardia Nacional, con la ayuda de los dragones y la infantería. Los disturbios continuaron los días 15 y 16 de junio.
Sin embargo, los principales disturbios tuvieron lugar en Lyon con la revuelta de los Canuts, que comenzó el 21 de noviembre de 1831, y durante la cual partes de la Guardia Nacional se pusieron del lado de los manifestantes. En dos días, los Canuts tomaron el control de la ciudad y expulsaron al general Roguet y al alcalde Victor Prunelle. El 25 de noviembre, Casimir Perier anunció a la Cámara de Diputados que el Mariscal Soult, asistido por el Príncipe Real, inmediatamente marcharía sobre Lyon con 20,000 hombres. Entraron en la ciudad el 3 de diciembre, restableciendo el orden sin derramamiento de sangre.
Sin embargo, los disturbios civiles continuaron, y no solo en París. El 11 de marzo de 1832, la sedición explotó en Grenoble durante el carnaval. El prefecto canceló las festividades después de que se exhibiera una máscara grotesca de Luis Felipe, lo que condujo a manifestaciones populares. El prefecto luego trató de que la Guardia Nacional dispersara a la multitud, pero este se negó a ir, lo que lo obligó a recurrir al ejército. El 35 ° regimiento de infantería (infanterie de ligne) obedeció las órdenes, pero esto a su vez llevó a la población a exigir su expulsión de la ciudad. Esto se hizo el 15 de marzo y el 35º regimiento fue reemplazado por el 6.º regimiento de Lyon. Cuando Casimir Perier se enteró de la noticia, disolvió la Guardia Nacional de Grenoble e inmediatamente retiró el 35° regimiento a la ciudad.
Además de estos continuos disturbios, en todas las provincias, Dauphiné, Picardía, Carcasona, Alsacia, etc., varias conspiraciones republicanas amenazaron al gobierno (conspiración de los Tours de Notre-Dame en enero de 1832, de la rue des Prouvaires en febrero de 1832, etc.). Incluso los juicios de los sospechosos fueron aprovechados por los republicanos como una oportunidad para dirigirse a la gente: en el juicio de la blanquista Société des Amis du peuple en enero de 1832, Raspail criticó duramente al rey, mientras Auguste Blanqui daba curso libre a sus ideas socialistas. Todos los acusados denunciaron la tiranía del gobierno, el costo increíblemente alto de la lista civil de Luis Felipe, las persecuciones policiales, etc. La omnipresencia de la policía francesa, organizada durante el Primer Imperio francés por Fouché, fue representada por el escritor legitimista Honoré de Balzac en su obra Splendeurs et misères des courtisanes (Esplendores y miserias de las cortesanas). La fuerza de la oposición llevó al Príncipe Real a cambiar su punto de vista un poco más hacia la derecha.

### Elecciones legislativas de 1831
En la segunda mitad de mayo de 1831, Luis Felipe, acompañado por el mariscal Soult, comenzó una visita oficial a Normandía y Picardía, donde fue bien recibido. Del 6 de junio al 1 de julio de 1831, viajó por el este, donde había una mayor actividad republicana y bonapartista, junto con sus dos hijos mayores, el Príncipe Real y el duque de Nemours, así como con el conde de Argout. El rey se detuvo en Meaux, Château-Thierry, Châlons-sur-Marne (rebautizado como Châlons-en-Champagne en 1998), Valmy, Verdún y Metz. Allí, en nombre del consejo municipal, el alcalde pronunció un discurso muy político en el que expresó el deseo de que se abolieran los pares, y agregó que Francia debería intervenir en Polonia para ayudar al levantamiento de noviembre contra Rusia. Luis Felipe rechazó rotundamente todas estas aspiraciones, afirmando que los consejos municipales y la Guardia Nacional no tenían posición en tales asuntos. El rey continuó su visita a Nancy, Lunéville, Estrasburgo, Colmar, Mulhouse, Besançon y Troyes, y sus visitas fueron, en general, ocasiones para reafirmar su autoridad.
Luis Felipe decidió en el castillo de Saint-Cloud, el 31 de mayo de 1831, disolver la Cámara de Diputados, fijando elecciones legislativas para el 5 de julio de 1831. Sin embargo, firmó otra ordenanza el 23 de junio en Colmar para que las elecciones se retrasen al 23 de julio de 1831, para evitar el riesgo de agitación republicana durante las conmemoraciones de la Revolución de Julio. La elección general de 1831 tuvo lugar sin incidentes, de acuerdo con la nueva ley electoral del 19 de abril de 1831. Sin embargo, los resultados decepcionaron al rey y al presidente del Consejo, Perier: más de la mitad de los diputados salientes fueron reelegidos, y sus posiciones políticas eran desconocidas. Los legitimistas obtuvieron 104 escaños, los liberales orleanistas 282 y los Republicanos 73.
El 23 de julio de 1831, el rey expuso el programa de Casimir Perier en el discurso del Trono: aplicación estricta de la Carta en el país y defensa estricta de los intereses de Francia y su independencia en el extranjero.
Los diputados en la cámara votaron a su presidente, eligiendo al barón Girod de l'Ain, el candidato del gobierno, en la segunda vuelta. Obtuvo 181 votos para los 176 del banquero Laffitte. Pero Dupont de l'Eure ganó la primera vicepresidencia con 182 voces de un total de 344, derrotando al candidato del gobierno, André Dupin, que solo tenía 153 votos. Casimir Perier, quien consideró que su mayoría parlamentaria no era lo suficientemente fuerte, decidió renunciar.
Luis Felipe luego se volvió hacia Odilon Barrot, quien se negó a asumir responsabilidades gubernamentales, señalando que solo tenía un centenar de diputados en la Cámara. Sin embargo, durante las elecciones del 2 de agosto de 1831 de los interrogatorios y secretarios, la Cámara eligió principalmente a candidatos del gobierno como André Dupin y Benjamin Delessert, quienes obtuvieron una fuerte mayoría contra un candidato de extrema izquierda, Eusèbe de Salverte. Finalmente, Guillermo I de los Países Bajos tomó la decisión de invadir Bélgica: la revolución belga había tenido lugar el año anterior: el 2 de agosto de 1831, obligó a Casimir Perier a permanecer en el poder para responder a la solicitud de ayuda de los belgas.
Durante los debates parlamentarios sobre la inminente intervención de Francia en Bélgica, varios diputados, liderados por el barón Bignon, solicitaron sin éxito una intervención similar para apoyar la independencia de Polonia. Sin embargo, a nivel interno, Casimir Perier decidió dar marcha atrás ante la oposición dominante, y satisfizo una vieja demanda de la izquierda mediante la abolición de la nobleza hereditaria. Finalmente, la ley del 2 de marzo de 1832 sobre la lista civil de Luis Felipe lo fijó en 12 millones de francos al año, y un millón para el Príncipe Real, el duque de Orleans. La ley del 28 de abril de 1832, nombrada en honor al Ministro de Justicia Félix Barthe, reformó el Código Penal de 1810 y el Código de instrucción penal.

### La epidemia de cólera de 1832
La pandemia de cólera que se originó en la India en 1815 llegó a París alrededor del 20 de marzo de 1832 y mató a más de 13,000 personas en abril. La pandemia duraría hasta septiembre de 1832, matando en total 100,000 en Francia, con 20,000 solo en París. La enfermedad, cuyos orígenes eran desconocidos en ese momento, provocó un pánico popular. La gente de París sospechaba de envenenadores, mientras que los carroñeros y los mendigos se rebelaron contra las medidas autoritarias de salud pública.
Según el historiador y filósofo del siglo XX, Michel Foucault, el brote de cólera se combatió por primera vez con lo que llamó "medicina social", que se centró en el flujo, la circulación del aire, la ubicación de los cementerios, etc. Todas estas preocupaciones, nacidas de la Teoría miasmática de la enfermedad, por lo tanto, se preocupaba por las preocupaciones urbanistas del manejo de las poblaciones.
El cólera también golpeó a la princesa real Madame Adélaida, así como a d'Argout y Guizot. Casimir Perier, quien el 1 de abril de 1832 visitó a los pacientes en el Hôtel-Dieu con el Príncipe Real, contrajo la enfermedad. Renunció a sus actividades ministeriales antes de morir de cólera el 16 de mayo de 1832.

## La consolidación del régimen (1832-1835)
El rey Luis Felipe no estaba descontento de que Casimir Perier se retirara de la escena política, ya que se quejaba de que Perier se atribuía todo el mérito de los éxitos políticos del gobierno, mientras que él mismo tenía que asumir todas las críticas por sus fracasos. Por tanto, el "Rey Ciudadano" no tenía prisa por encontrar un nuevo presidente del Consejo, tanto más cuanto que el Parlamento estaba en receso y que la convulsa situación exigía medidas rápidas y enérgicas.
De hecho, el régimen estaba siendo atacado por todos lados. La duquesa legitimista de Berry intentó un levantamiento en la primavera de 1832 en Provenza y Vendée, un bastión de los ultrarrealistas, mientras que los republicanos encabezaron una insurrección en París el 5 de junio de 1832, con motivo del funeral de uno de sus líderes, el general Lamarque, también muerto por el cólera. El general Mouton aplastó la rebelión. La escena fue posteriormente representada por Victor Hugo en "Los Miserables".
Esta doble victoria, tanto sobre los legitimistas carlistas como sobre los republicanos, fue un éxito para el régimen. Además, la muerte del duque de Reichstadt (Napoleón II) el 22 de julio de 1832, en Viena, marcó otra derrota de la oposición bonapartista.
Finalmente, Luis Felipe casó a su hija mayor, Luisa de Orleans, con el nuevo rey de los belgas, Leopoldo I, en el aniversario del establecimiento de la Monarquía de julio (9 de agosto). Dado que el arzobispo de París Quélen, un legitimista, se negó a celebrar este matrimonio mixto entre un católico y un luterano, la boda tuvo lugar en el castillo de Compiègne. Esta alianza real fortaleció la posición de Luis Felipe en el extranjero.

### Primer gobierno de Soult
Luis- Felipe llamó a un hombre de confianza, el mariscal Soult, a la presidencia del Consejo en octubre de 1832. Soult fue apoyado por un triunvirato compuesto por los principales políticos de la época: Adolphe Thiers, el duque de Broglie y François Guizot. El conservador Journal des débats hablaba de una "coalición de todos los talentos", mientras que el rey de los franceses finalmente hablaría, con evidente decepción, de un "Casimir Perier en tres personas". En una circular dirigida a los altos funcionarios y oficiales militares, el nuevo presidente del Consejo, Soult, afirmó que seguiría explícitamente las políticas de Perier ("orden en casa", "paz en el exterior") y denunció tanto a la oposición de derecha legitimista como a la oposición de izquierda republicana.
El nuevo ministro del Interior, Adolphe Thiers, tuvo su primer éxito el 7 de noviembre de 1832 con la detención en Nantes de la rebelde duquesa de Berry, que estaba detenida en la ciudadela de Blaye. Luego, la duquesa fue desterrada a Italia el 8 de junio de 1833.
La apertura de la sesión parlamentaria el 19 de noviembre de 1832, fue un éxito para el régimen. El candidato gubernamental, André Dupin, fue elegido fácilmente en la primera vuelta como presidente de la Cámara, con 234 votos contra 136 del candidato de la oposición, Jacques Laffitte.
En Bélgica, el mariscal Gérard ayudó a la joven monarquía belga con 70.000 hombres, recuperando la ciudadela de Amberes, que capituló el 23 de diciembre de 1832.
Fortalecido por estos éxitos recientes, Luis Felipe inició dos visitas a las provincias, primero al norte para reunirse con el victorioso mariscal Gérard y sus hombres, y luego a Normandía, donde continuaron los problemas legitimistas, de agosto a septiembre de 1833. Con el fin de Conciliar la opinión pública, los miembros del nuevo gobierno tomaron algunas medidas populares, como un programa de obras públicas, que condujo a la finalización del Arco de Triunfo en París, y al restablecimiento, el 21 de junio de 1833, de la estatua de Napoleón I en la Colonne Vendôme. El ministro de Instrucción Pública y Cultos, François Guizot, aprobó la famosa ley de educación primaria en junio de 1833, que dio lugar a la creación de una escuela primaria en cada comuna.
Por último, se promulgó un cambio ministerial después de la dimisión del duque de Broglie el 1 de abril de 1834. Broglie se encontraba en minoría en la Cámara en relación con la ratificación de un tratado firmado con los Estados Unidos en 1831. Esto era motivo de satisfacción para el rey, ya que sacó del triunvirato al individuo que más le disgustaba.

#### Insurrecciones de abril de 1834
El cambio ministerial coincidió con el regreso de los violentos disturbios en varias ciudades de Francia. A finales de febrero de 1834, una nueva ley que sometía a autorización pública las actividades de los pregoneros provocó varios días de enfrentamientos con la policía. Además, la ley del 10 de abril de 1834, dirigida principalmente contra la Sociedad Republicana de los Derechos del Hombre (Société des Droits de l'Homme), preveía una represión de las asociaciones no autorizadas. El 9 de abril de 1834, cuando la Cámara de los Pares debía votar la ley, estalló la Segunda Revuelta Canut en Lyon. El ministro del Interior, Adolphe Thiers, decidió abandonar la ciudad a los insurgentes, recuperándola el 13 de abril con bajas de 100 a 200 muertos en ambos bandos.
Los republicanos intentaron extender la insurrección a otras ciudades, pero fracasaron en Marsella, Vienne, Poitiers y Châlons-sur-Marne. La amenaza fue más grave en Grenoble y especialmente en Saint-Étienne el 11 de abril, pero finalmente se restableció el orden público. El mayor peligro para el régimen estaba, como a menudo, en París. Esperando problemas, Thiers había concentrado allí a 40.000 hombres, que fueron visitados por el rey el 10 de abril. Además, Thiers había realizado "detenciones preventivas" contra los 150 principales líderes de la Sociedad de los Derechos del Hombre y había ilegalizado su portavoz, La Tribune des départements. A pesar de estas medidas, se levantaron barricadas en la tarde del 13 de abril de 1834, lo que provocó una dura represión, incluida la masacre de todos los habitantes (hombres, mujeres, niños y ancianos) de una casa desde donde se había disparado un tiro. Este incidente quedó inmortalizado en una litografía de Honoré Daumier.
Para expresar su apoyo a la monarquía, ambas Cámaras se reunieron en el Palacio de las Tullerías el 14 de abril. En un gesto de apaciguamiento, Luis Felipe canceló la celebración de su fiesta el 1 de mayo y anunció públicamente que las sumas que debían haber sido utilizadas para estas festividades se dedicarían a los huérfanos, las viudas y los heridos. Al mismo tiempo, ordenó al mariscal Soult que publicitara ampliamente estos eventos en toda Francia (siendo las provincias más conservadoras que París), para convencerlos del "necesario aumento del ejército".
Se realizaron más de 2.000 detenciones tras los disturbios, en particular en París y Lyon. Los casos fueron remitidos a la Cámara de Pares, la cual, de conformidad con el art. 28 de la Carta de 1830, se ocupa de los casos de conspiración contra la seguridad del Estado (francés: attentat contre la sûreté de l'État). El movimiento republicano fue decapitado, tanto que incluso los funerales de La Fayette el 20 de mayo de 1834 fueron tranquilos. Ya el 13 de mayo, la Cámara de Diputados aprobó un crédito de 14 millones para aumentar el ejército a 360.000 hombres. Dos días después, también aprobaron una ley muy represiva sobre la detención y el uso de armas militares.

#### Elecciones legislativas de 1834
Luis Felipe decidió aprovechar la oportunidad de disolver la Cámara y organizar nuevas elecciones, que se celebraron el 21 de junio de 1834. Sin embargo, los resultados no le fueron tan favorables como se esperaba: aunque los republicanos fueron casi eliminados, la Oposición retuvo alrededor de 150 escaños (aproximadamente 30 legitimistas, el resto seguidores de Odilon Barrot, que era partidario orleanista del régimen, pero encabezaba el Parti du mouvement). Además, en las filas de la propia mayoría, compuesta por unos 300 diputados, una nueva facción, los Tiers-Parti, liderados por André Dupin, podría en ocasiones desertar de la mayoría y ceder sus votos a la izquierda. El 31 de julio, la nueva Cámara reeligió a Dupin como Presidente de la Cámara con 247 votos contra 33 para Jacques Laffitte y 24 para Pierre-Paul Royer-Collard. Además, una gran mayoría (256 contra 39) votó un discurso ambiguo al rey que, aunque cortés, no se abstuvo de criticarlo. Este último decidió inmediatamente, el 16 de agosto de 1834, prorrogar el Parlamento hasta finales de año.

### Gobiernos de corta duración (julio de 1834-febrero de 1835)
Thiers y Guizot, que dominaban el triunvirato, decidieron deshacerse del mariscal Soult, a quien el rey apreciaba por su actitud dócil. Aprovechando la oportunidad de un incidente relacionado con las posesiones francesas en Argelia, empujaron a Soult a dimitir el 18 de julio de 1834. Fue sustituido por el mariscal Gérard, quedando el resto de ministros en el puesto. Sin embargo, Gérard se vio obligado a dimitir a su vez, el 29 de octubre de 1834, por la cuestión de una amnistía para los 2.000 prisioneros detenidos en abril. Luis Felipe, los doctrinarios (incluidos Guizot y Thiers) y el núcleo del gobierno se opusieron a la amnistía, pero el Tiers-Parti logró convencer a Gérard para que lo anunciara, subrayando las dificultades logísticas para organizar un juicio tan amplio ante la Cámara de Pares.
La dimisión de Gérard abrió una crisis ministerial de cuatro meses, hasta que Luis Felipe finalmente reunió un gobierno enteramente del Tiers-Parti. Sin embargo, tras la negativa de André Dupin a asumir la presidencia, el rey cometió el error de llamar, el 10 de noviembre de 1834, a una figura del Primer Imperio, el duque de Bassano, para encabezar su gobierno. Este último, paralizado por las deudas, se convirtió en objeto de burla pública después de que sus acreedores decidieran apoderarse de su salario ministerial. Todos los ministros, alarmados, decidieron renunciar, tres días después, sin avisar siquiera a Bassano, cuyo gobierno pasó a conocerse como el "Ministerio de los Tres Días". El 18 de noviembre de 1834, Luis Felipe llamó al mariscal Mortier, duque de Trévise, a la presidencia, y este último formó exactamente el mismo gobierno que Bassano. Esta crisis puso en ridículo al Tiers-Parti mientras triunfaban los Doctrinaires.
El 1 de diciembre de 1834, el gobierno de Mortier decidió presentar una moción de confianza al Parlamento, obteniendo una clara mayoría (184 votos contra 117). Pese a ello, Mortier tuvo que dimitir dos meses después, el 20 de febrero de 1835, oficialmente por motivos de salud. La oposición había denunciado un gobierno sin líder, acusando a Mortier de ser el títere de Luis Felipe. La misma frase que Thiers había pronunciado en oposición a Carlos X, "el rey reina pero no gobierna" (le roi règne mais ne gouverne pas), estaba ahora dirigida al "Rey Ciudadano".

## Evolución hacia el parlamentarismo (1835-1840)
Las polémicas que llevaron a la dimisión del mariscal Mortier, alimentadas por monárquicos como el barón Massias y el conde de Roederer, giraron en torno a la cuestión de la prerrogativa parlamentaria. Por un lado, Luis Felipe quería poder seguir su propia política, en particular en "dominios reservados" como los asuntos militares o la diplomacia. Como jefe de Estado, también quería poder dirigir el gobierno, si fuera necesario, sin pasar por el presidente del Consejo. Por otro lado, varios diputados manifestaron que los ministros necesitaban un líder que comandara una mayoría parlamentaria, por lo que querían continuar la evolución hacia el parlamentarismo que sólo había sido esbozado en la Carta de 1830. La Carta no incluía ningún mecanismo para la responsabilidad política de los ministros ante la Cámara (mociones de confianza o mociones de censura). Además, la función del propio Presidente del Consejo ni siquiera estaba establecida en la Carta.

### Ministerio de De Broglie (marzo de 1835-febrero de 1836)
En este contexto, los diputados decidieron apoyar a Victor de Broglie como jefe de gobierno, principalmente porque era la opción menos preferida del rey, ya que a Luis Felipe le desagradaba tanto su anglofilia como su independencia. Después de una crisis ministerial de tres semanas, durante la cual el "Rey Ciudadano" llamó sucesivamente al conde Molé, André Dupin, el mariscal Soult, el general Sébastiani y Gérard, finalmente se vio obligado a confiar en el duque de Broglie y a aceptar sus condiciones, que estaban cerca de los impuestos antes por Casimir Perier.
Como en el primer gobierno de Soult, el nuevo gabinete descansaba en el triunvirato de Broglie (Asuntos Exteriores), Guizot (Instrucción pública) y Thiers (Interior). El primer acto de Broglie fue vengarse personalmente de la Cámara haciendo que ésta ratificara (por 289 votos contra 137) el tratado del 4 de julio de 1831 con los Estados Unidos, algo que los diputados le habían negado en 1834. También obtuvo una gran mayoría en el debate de los fondos secretos, que funcionó como una moción de confianza no oficial (256 voces contra 129).

#### Juicio a los insurgentes de abril
La tarea más importante de Broglie fue el juicio de los insurgentes de abril, que comenzó el 5 de mayo de 1835 ante la Cámara de los Pares. Los Peers finalmente condenaron solo a 164 detenidos por los 2.000 prisioneros, de los cuales 43 fueron juzgados en rebeldía. Los acusados que asistieron al juicio introdujeron una gran cantidad de demoras procesales e intentaron por todos los medios transformar el juicio en una plataforma para el republicanismo. El 12 de julio de 1835, algunos de ellos, incluidos los principales líderes de la insurrección parisina, escaparon de la prisión de Sainte-Pélagie a través de un túnel. El Tribunal de Pares dictó sentencia sobre los insurgentes de Lyon el 13 de agosto de 1835 y sobre los demás acusados en diciembre de 1835 y enero de 1836. Las sentencias fueron bastante leves: algunas condenas a la deportación, muchas condenas de prisión breves y algunas absoluciones.

#### El atentado de Fieschi
Contra sus esperanzas, el juicio finalmente se volvió en desventaja para los republicanos, dándoles una imagen radical que recordó a la opinión pública los excesos del jacobinismo y atemorizó a los burgueses. El atentado de Fieschi de julio de 1835, que tuvo lugar en París durante una revisión de la Guardia Nacional por Luis Felipe para las conmemoraciones de la Revolución de julio, asustó aún más a los notables.
En el bulevar du Temple, cerca de la Place de la République, se disparó contra el rey desde la ventana del piso de arriba de una casa, una pistola de volea compuesta por 25 cañones montados en un marco de madera. El rey resultó levemente herido, mientras que sus hijos, Fernando-Felipe, duque de Orleans, Luis-Carlos de Orleans, duque de Nemours y Francisco de Orléans, príncipe de Joinville, escaparon ilesos. Sin embargo, el mariscal Mortier y otras diez personas murieron, mientras que diez resultaron heridas (de las cuales siete murieron en los días siguientes).
Los conspiradores, el aventurero Giuseppe Fieschi y dos republicanos (Pierre Morey y Théodore Pépin) miembros de la Sociedad de Derechos Humanos, fueron detenidos en septiembre de 1835. Juzgados ante el Tribunal de Pares, fueron condenados a muerte y guillotinados el 19 de febrero de 1836.

#### Las leyes de septiembre de 1835
El atentado de Fieschi conmocionó a la burguesía y a la mayor parte de Francia, que en general era más conservadora que la gente de París. Los republicanos estaban desacreditados en el país y la opinión pública estaba dispuesta a tomar medidas enérgicas contra ellos.
La primera ley reforzó los poderes del presidente de la Cour d'assises y del fiscal contra los acusados de rebelión, posesión de armas prohibidas o intento de insurrección. Fue adoptado el 13 de agosto de 1835 por 212 votos contra 72.
La segunda ley reformó el procedimiento ante los jurados de los Assizes. La ley vigente del 4 de marzo de 1831 limitaba la determinación de culpabilidad o inocencia a los jurados, excluyendo a los magistrados profesionales pertenecientes a la Cour d'assises, y requería una mayoría de 2/3 (8 votos contra 4) para un veredicto de culpabilidad. La nueva ley cambió eso a mayoría simple (7 contra 5) y fue adoptada el 20 de agosto de 1835 por 224 votos contra 149.
La tercera ley restringió la libertad de prensa y provocó debates apasionados. Su objetivo era prohibir las discusiones sobre el rey, la dinastía y la monarquía constitucional, ya que se alegaba que habían preparado el terreno para el attentat de Fieschi. A pesar de una fuerte oposición al proyecto, la ley fue aprobada el 29 de agosto de 1835 por 226 votos contra 153.

#### Consolidación final del régimen
Estas tres leyes se promulgaron simultáneamente el 9 de septiembre de 1835 y marcaron el éxito final de la política de resistencia seguida contra los republicanos desde Casimir Perier. A partir de entonces, la Monarquía de Julio estuvo segura de su terreno, y las discusiones sobre su legitimidad fueron completamente prohibidas. La Oposición ahora solo podía discutir la interpretación de la Carta y abogar por una evolución hacia el parlamentarismo. Las demandas de ampliación de la base electoral se hicieron más frecuentes, sin embargo, en 1840, lo que provocó la reaparición de la Oposición Republicana a través de la reivindicación del sufragio universal.
El ministerio de Broglie, sin embargo, finalmente se ocupó de una cuestión relativa a la deuda pública. El ministro de Hacienda, Georges Humann, anunció el 14 de enero de 1836 su intención de reducir los intereses de los bonos del Estado para aligerar la deuda pública, una medida muy impopular entre los partidarios del régimen, ya que el interés de los bonos era un componente fundamental de la riqueza de la burguesía. Por lo tanto, el Consejo de Ministros desautorizó de inmediato a Humann, mientras que el duque de Broglie explicó a la Cámara que su propuesta no fue apoyada por el gobierno. Sin embargo, su tono fue juzgado insultante por los diputados, y uno de ellos, el banquero Alexandre Goüin, propuso de inmediato un anteproyecto de ley sobre finanzas él mismo. El 5 de febrero de 1836, una estrecha mayoría de diputados (194 contra 192) decidió continuar el examen del proyecto, desautorizando así al gabinete de Broglie. El gobierno dimitió de inmediato: por primera vez, un gabinete había caído después de haber sido puesto en minoría ante la Cámara de Diputados, una victoria segura del parlamentarismo.

### Primer gobierno de Thiers (febrero-septiembre de 1836)
Luis Felipe decidió entonces fingir jugar la carta parlamentaria, con la secreta intención de neutralizarla. Aprovechó la crisis ministerial para deshacerse de los Doctrinaires (Broglie y Guizot), invitando a algunos políticos de la Tiers-Parti a dar la ilusión de una apertura a la izquierda, y finalmente llamó a Adolphe Thiers el 22 de febrero de 1836, en un intento para convencerlo de que se distanciara de los Doctrinaires liberales, y también de agotar su legitimidad en el gobierno, hasta que llegue el momento de llamar al Conde Molé, a quien el rey había decidido mucho tiempo antes para ser su presidente del Consejo. Luis Felipe separó así a la centro-derecha de la centro-izquierda, intentando estratégicamente disolver el Tiers-Parti, un juego peligroso ya que esto también podría conducir a la disolución de la propia mayoría parlamentaria y crear interminables crisis ministeriales. Además, como le advirtió el propio duque de Broglie, cuando Thiers finalmente fuera expulsado, se desplazaría decisivamente hacia la izquierda y se transformaría en un oponente particularmente peligroso.
En la Cámara, el debate sobre los fondos secretos, marcado por un notable discurso de Guizot y una respuesta evasiva del ministro de Justicia, Sauzet, concluyó con un voto favorable al gobierno (251 votos contra 99). Por otro lado, el 22 de marzo de 1836 los diputados aplazaron fácilmente el anteproyecto de bonos del Estado, otra señal de que había sido sólo un pretexto.
Las motivaciones de Thiers para aceptar el puesto de jefe de gobierno y ocupar el Ministerio de Asuntos Exteriores también le permitieron negociar la boda del duque de Orleans con una archiduquesa austriaca. Desde el atentado de Fieschi, la boda de Fernando Felipe (acababa de cumplir 25) se había convertido en una obsesión del rey, y Thiers quería efectuar una espectacular reversión de las alianzas en Europa, como lo había hecho Choiseul antes que él. Pero Metternich y la archiduquesa Sofía de Baviera, que dominaba la corte de Viena, rechazaron una alianza con la Casa de Orleans, que consideraron demasiado inestable.
Otro atentado contra Luis Felipe, por parte de Alibaud el 25 de junio de 1836, justificó sus temores. Estos dos contratiempos molestaron a Thiers. El 29 de julio de 1836, la inauguración del Arco de Triunfo, destinado a ser el escenario de una ceremonia de concordia nacional, durante la cual la Monarquía de julio aprovecharía la gloria de la Revolución y del Imperio, finalmente tuvo lugar, en silencio y sin ceremonias. a las siete de la mañana y sin la presencia del rey.
Para restablecer su popularidad y para vengarse de Austria, Thiers estaba considerando una intervención militar en España, solicitada por la reina regente María Cristina de Borbón, quien se enfrentó a la rebelión carlista. Pero Luis Felipe, asesorado por Talleyrand y Soult, se opuso firmemente a la intervención, lo que provocó la dimisión de Thiers. Este nuevo evento, en el que el gobierno había caído no por el parlamento sino por un desacuerdo con el rey en política exterior, demostró que la evolución hacia el parlamentarismo estaba lejos de estar asegurada.

### Los dos gobiernos de Molé (septiembre de 1836-marzo de 1839)
El conde Molé formó un nuevo gobierno el 6 de septiembre de 1836, que incluía a los Doctrinaires Guizot, Tanneguy Duchâtel y Adrien de Gasparin. Este nuevo gabinete no incluyó a ningún veterano de la Revolución de Julio, algo que la prensa destacó de inmediato. Molé inmediatamente tomó algunas medidas humanitarias para asegurar su popularidad: la adopción generalizada de pequeñas celdas de prisión para evitar la "enseñanza mutua del crimen", la abolición de las pandillas de cadenas expuestas al público y un indulto real para 52 presos políticos (Legitimistas y Republicanos), en particular para los exministros de Carlos X. El 25 de octubre de 1836, la inauguración del obelisco de Luxor (obsequio del virrey de Egipto, Mehemet Ali) en la Place de la Concorde fue el escenario de una ovación pública para el rey.

#### Levantamiento bonapartista de 1836
El 30 de octubre de 1836, Luis Napoléon Bonaparte intentó un levantamiento en Estrasburgo, que fue rápidamente sofocado y el príncipe bonapartista y sus cómplices fueron arrestados el mismo día. El rey, queriendo evitar un juicio público y sin un procedimiento judicial, ordenó que Luis Napoléon fuera conducido a Lorient donde lo embarcaron en la fragata L'Andromède, que zarpó hacia Estados Unidos el 21 de noviembre. Los demás conspiradores fueron llevados ante la Cour d'assises de Estrasburgo, que los absolvió el 18 de enero de 1837.

#### Loi de disjonction
Posteriormente, el 24 de enero de 1837, el ministro de Guerra, Simon Bernard, propuso un proyecto de ley (loi de disjonction) destinado, en caso de insurrección, a separar a los civiles, que serían juzgados por la Cour d'assises, y no- civiles, que serían juzgados por un consejo de guerra. La oposición rechazó rotundamente la propuesta y, sorprendentemente, logró que toda la Cámara la rechazara, el 7 de marzo de 1837, por una mayoría muy reducida de 211 votos contra 209.
Sin embargo, Luis Felipe decidió ir en contra de las expectativas públicas y la lógica del parlamentarismo, manteniendo el gobierno de Molé en su lugar. Pero el gobierno se vio privado de una sólida mayoría parlamentaria y, por lo tanto, quedó paralizado. Durante un mes y medio, el rey probó varias combinaciones ministeriales antes de formar un nuevo gobierno que incluía a Camille de Montalivet, muy cercano a él, pero que excluía a Guizot, que cada vez tenía más dificultades para trabajar con Molé, que una vez más se confirmó como jefe de gobierno.
Este nuevo gobierno fue casi una provocación para la Cámara: no solo se retuvo a Molé, sino a De Salvandy, que había estado a cargo de la loi de disjonction, y Lacave-Laplagne, a cargo de un proyecto de ley sobre la dote de la reina belga, ambos habiendo sido rechazados por los diputados -también eran miembros del nuevo gabinete. La prensa hablaba de un "Gabinete del castillo" o "Gabinete de lacayos", y todos esperaban que fuera efímero.

#### La boda del duque de Orleans
Sin embargo, en su primer discurso, el 18 de abril de 1837, Molé interrumpió sus críticas con el anuncio de la futura boda de Fernando Felipe, duque de Orleans (llamado príncipe real) con la duquesa Elena de Mecklemburgo-Schwerin. Tomados por sorpresa, los diputados votaron por el aumento de la dote tanto del duque de Orleans, que había sido previamente rechazado, como de la reina de los belgas.
Tras este prometedor comienzo, en mayo el gobierno de Molé logró asegurarse la confianza del Parlamento durante el debate sobre los fondos secretos, a pesar de los ataques de Odilon Barrot (250 votos contra 112). Una ordenanza del 8 de mayo de 1837 concedió la amnistía general a todos los presos políticos, mientras que los crucifijos se restablecieron en los tribunales y la iglesia de Saint-Germain l'Auxerrois, cerrada desde 1831, fue autorizada para renovar las actividades religiosas. Para demostrar que se había restablecido el orden público, el rey pasó revista a la Guardia Nacional en la Place de la Concorde. El 30 de mayo de 1837 se celebró la boda del duque de Orleans en el castillo de Fontainebleau.
Unos días más tarde, el 10 de junio, Luis Felipe inauguró el Palacio de Versalles, cuya restauración, iniciada en 1833, estaba destinada a establecer un Museo de Historia de Francia, dedicado a "todas las glorias de Francia". El rey siguió de cerca y financió personalmente el proyecto encomendado al arquitecto Pierre-François-Léonard Fontaine. En un símbolo de la reconciliación nacional, las glorias militares de la Revolución y del Imperio, incluso las de la Restauración, coincidían con las del Antiguo Régimen.

#### Las elecciones legislativas del 4 de noviembre de 1837
El gobierno de Molé parecía estable, ayudado por el regreso de la prosperidad económica. Por lo tanto, el rey y Molé decidieron, en contra del consejo del duque de Orleans, que el momento era propicio para la disolución de la cámara que se llevó a cabo el 3 de octubre de 1837. Para influir en las próximas elecciones, Luis Felipe decidió enviar una expedición para tomar Constantina, Argelia, un éxito militar del general Valée y el duque de Nemours, segundo hijo de Luis Felipe, que tomó Constantina el 13 de octubre.
Sin embargo, las elecciones del 4 de noviembre de 1837 no cumplieron las esperanzas de Luis Felipe. De un total de 459 diputados, solo una pluralidad de 220 eran partidarios del régimen. Se habían elegido unos 20 legitimistas y 30 republicanos. Los Doctrinaires de centro-derecha tenían aproximadamente 30 diputados, el de centro-izquierda alrededor del doble y la oposición dinástica (Odilon Barrot) 65. El Tiers-Parti tenía sólo unos 15 diputados, y 30 más estaban indecisos. Tal Cámara conllevaba el riesgo de la formación de una coalición heterogénea contra el gobierno.
Ya en enero de 1838, el gobierno estaba bajo una gran presión, en particular de Charles Gauguier, sobre diputados que también eran funcionarios. El 9 de enero acusó al gobierno de manipulación electoral para elegir a funcionarios leales. Donde había 178 en la Cámara anterior, ahora había 191. Adolphe Thiers y sus aliados también desafiaron al gobierno en lo que respecta a los asuntos españoles. Sin embargo, con la ayuda de los Doctrinaires, Molé obtuvo un voto favorable para el discurso al rey el 13 de enero de 1838, con 216 votos contra 116.
El gabinete de Molé parecía tomado como rehén por los Doctrinaires, en el momento exacto en que Guizot se alejaba del presidente del Consejo. Todos los esfuerzos de Thiers se centrarían a partir de entonces en alejar a los Doctrinaires de la mayoría ministerial. Durante la votación sobre los fondos secretos, tanto Guizot, en la Cámara de Diputados, como el duque de Broglie, en la Cámara de Pares, criticaron al gabinete, aunque ambos finalmente votaron con el gobierno.
El 10 de mayo de 1838, los diputados rechazaron el plan del gobierno para el desarrollo ferroviario, tras haber acordado finalmente, una semana antes, las propuestas sobre bonos del Estado a las que se oponía Molé. Los Peers, sin embargo, apoyaron a Molé y rechazaron la iniciativa. El 20 de junio de 1838, Molé logró que la Asamblea aprobara el presupuesto de 1839 antes del receso parlamentario.
En la apertura de la sesión parlamentaria en diciembre de 1838, André Dupin fue elegido por una mayoría muy reducida (183 votos a favor de 178 para Hippolyte Passy, el candidato de centro izquierda y opositor acérrimo del "gabinete del castillo") como presidente de la Cámara. Una coalición, que incluía a Guizot, Thiers, Prosper Duvergier de Hauranne e Hippolyte Passy, se había formado durante el verano, pero no impidió el voto de un discurso favorable al rey (221 votos contra 208).

#### Las elecciones legislativas del 2 de marzo de 1839
Enfrentado a una mayoría tan escasa e incierta, Molé presentó su dimisión al rey el 22 de enero de 1839. Luis Felipe primero intentó rechazarla y luego, acercándose al mariscal Soult, que inicialmente no estaba convencido, le ofreció la delantera. Soult finalmente aceptó después del funeral de la hija del rey, la duquesa de Württemberg, con la condición de pasar rápidamente a nuevas elecciones. Durante la campaña electoral, la oposición de izquierda denunció lo que denominó un golpe constitucional, comparando las disoluciones de 1837 y 1839 con las disoluciones consecutivas de Carlos X en 1830. Thiers comparó a Molé con Polignac, uno de los ministros de Carlos X.
Las elecciones del 2 de marzo de 1839 fueron una decepción para el rey, que perdió a dos leales diputados, mientras que la coalición reunió a 240 miembros, contra solo 199 para el gobierno. Molé presentó su dimisión al rey el 8 de marzo, que Luis Felipe se vio obligado a aceptar.

### Segundo gobierno de Soult (mayo de 1839-febrero de 1840)
Después de la caída de Molé, Luis Felipe llamó inmediatamente al mariscal Soult, quien intentó, sin éxito, formar un gobierno que incluyera a los tres líderes de la coalición que habían derrocado a Molé: Guizot, Thiers y Odilon Barrot. Enfrentado a la negativa de los Doctrinaires, intentó formar un gabinete de centro izquierda, que también fracasó ante la intransigencia de Thiers en los asuntos españoles. Estos sucesivos reveses obligaron al rey a posponer hasta el 4 de abril de 1839 la apertura de la sesión parlamentaria. Thiers también se negó a asociarse con el duque de Broglie y Guizot. Entonces, el rey intentó mantenerlo a raya ofreciéndole una embajada, lo que provocó las protestas de los amigos de Thiers. Finalmente, Luis Felipe se resignó a componer, el 31 de marzo de 1839, un gobierno de transición y neutral.
La sesión parlamentaria se inauguró el 4 de abril en un ambiente casi insurreccional. Una gran multitud se había reunido alrededor del Palais-Bourbon, sede de la Asamblea, cantando La Marsellesa y alborotando. La prensa de izquierda acusó al gobierno de provocaciones. Thiers apoyó a Odilon Barrot como presidente de la Cámara, pero su actitud durante las negociaciones para la formación de un nuevo gabinete decepcionó a algunos de sus amigos. Una parte de la centroizquierda decidió entonces presentar a Hippolyte Passy contra Barrot. Este último ganó con 227 votos contra 193, apoyado por los diputados ministeriales y los Doctrinaires. Este voto demostró que la coalición se había derrumbado y que se podía formar una mayoría de derecha para oponerse a cualquier iniciativa de izquierda.
A pesar de esto, las negociaciones para la formación de un nuevo gabinete aún no tuvieron éxito, y Thiers hizo prometer a sus amigos que solicitarían su autorización antes de aceptar cualquier función gubernamental. La situación parecía estancada, cuando el 12 de mayo de 1839, la Société des saisons, una sociedad secreta republicana, encabezada por Martin Bernard, Armand Barbès y Auguste Blanqui, organizó una insurrección en la rue Saint-Denis y la rue Saint-Martin en París. En este levantamiento participó la Liga de los Justos, fundada en 1836. Sin embargo, no solo fue un fracaso, y los conspiradores arrestados, sino que esto permitió Luis Felipe formar un nuevo gobierno el mismo día, presidido por el mariscal Soult, quien le había asegurado su leal apoyo.
A finales de mayo, la votación sobre los fondos secretos otorgó una amplia mayoría al nuevo gobierno, que también hizo aprobar el presupuesto sin problemas. El receso parlamentario se decretó el 6 de agosto de 1838 y la nueva sesión se abrió el 23 de diciembre, durante la cual la Cámara votó un discurso bastante favorable al gobierno por 212 votos contra 43. El gabinete de Soult, sin embargo, cayó el 20 de febrero de 1839. 226 diputados votaron en contra de la propuesta de dote del duque de Nemours (sólo 200 votos a favor), que se casaría con Victoria de Sajonia-Coburgo-Kohary.

### El segundo gabinete de Thiers (marzo-octubre de 1840)
La caída de Soult obligó al rey a llamar a la principal figura de la izquierda, Adolphe Thiers. Guizot, una de las únicas alternativas de la derecha que quedaban, acababa de ser nombrado embajador en Londres y abandonó Francia. El objetivo de Thiers era establecer definitivamente un gobierno parlamentario, con un "rey que reina pero no gobierna", y un gabinete formado por la mayoría parlamentaria y que le rinda cuentas. En adelante, se opuso claramente al concepto de gobierno de Luis Felipe.
Thiers formó su gobierno el 1 de marzo de 1840. Primero pretendió ofrecer la presidencia del Consejo al duque de Broglie y luego a Soult, antes de aceptarlo y ocupar el cargo de Asuntos Exteriores al mismo tiempo. Su gabinete estaba compuesto por políticos bastante jóvenes (47 años en promedio), y el propio Thiers solo tenía 42.
Las relaciones con el rey fueron inmediatamente difíciles. Luis Felipe avergonzó a Thiers al sugerirle que nominara a su amigo Horace Sébastiani como mariscal, lo que lo expondría a las mismas críticas que había sufrido anteriormente por el favoritismo político y el abuso del poder gubernamental. Thiers decidió entonces posponer el avance de Sébastiani.
Thiers obtuvo una mayoría fácil durante el debate sobre los fondos secretos en marzo de 1840 (246 votos contra 160). Aunque fue clasificado como de centro-izquierda, el segundo gobierno de Thiers fue muy conservador y se dedicó a la protección de los intereses de la burguesía. Aunque hizo que los diputados aprobaran la votación sobre la conversión de bonos del gobierno, que era una propuesta de izquierda, estaba seguro de que los Peers la rechazarían, que es lo que pasó. El 16 de mayo de 1840, Thiers rechazó duramente el sufragio universal y las reformas sociales tras un discurso del radical François Arago, que había vinculado las ideas de reforma electoral y reforma social. Arago intentaba unir a la izquierda uniendo los reclamos del sufragio universal y los reclamos socialistas, que habían aparecido en la década de 1840, en relación con el "derecho al trabajo" (droit au travail). Creía que la reforma electoral para establecer el sufragio universal debería preceder a la reforma social, que consideraba muy urgente.
El 15 de junio de 1838, Thiers obtuvo el aplazamiento de una propuesta realizada por el diputado conservador Ovide de Rémilly quien, dotándose de una vieja reivindicación de la izquierda, pretendía proscribir la nominación de diputados a cargos públicos asalariados durante su mandato electivo. Como Thiers había apoyado previamente esta propuesta, la izquierda lo criticó duramente.
Desde finales de agosto de 1838, los problemas sociales relacionados con la crisis económica iniciada en 1839 provocaron huelgas y disturbios en los sectores textil, del vestido y de la construcción. El 7 de septiembre de 1839, los ebanistas del faubourg Saint-Antoine comenzaron a levantar barricadas. Thiers respondió enviando a la Guardia Nacional e invocando las leyes que prohíben las reuniones públicas.
Thiers también renovó el privilegio de la Banque de France hasta 1867 en términos tan ventajosos que el Banco tenía una medalla de oro conmemorativa. Varias leyes también establecieron líneas de barcos de vapor, operadas por compañías que operan concesiones subsidiadas por el estado. Otras leyes otorgan créditos o garantías a empresas ferroviarias en dificultades.

#### El regreso de las cenizas de Napoleón
Aunque Thiers favorecía a la burguesía conservadora, también se aseguraba de satisfacer la sed de gloria de la izquierda. El 12 de mayo de 1840, el ministro del Interior, Charles de Rémusat, anunció a los diputados que el rey había decidido que los restos de Napoleón serían trasladados a Los Inválidos. Con el acuerdo del gobierno británico, el príncipe de Joinville navegó hacia Santa Elena en la fragata La Belle Poule para recuperarlos.
Este anuncio tocó inmediatamente la fibra sensible de la opinión pública, que fue arrastrada con fervor patriótico. Thiers vio en este acto la finalización con éxito de la rehabilitación de la Revolución y del Imperio, que había intentado en su Histoire de la Révolution française y su Histoire du Consulat et de l'Empire, mientras que Luis Felipe, que se mostraba reacio, con el objetivo de capturar para sí mismo un toque de gloria imperial, tal como se había apropiado de la gloria de la monarquía legitimista en el Palacio de Versalles. El príncipe Luis Napoléon decidió aprovechar la oportunidad para desembarcar en Boulogne-sur-Mer el 6 de agosto de 1840, con el objetivo de reunir al 42o regimiento de infantería (42 e régiment de ligne) junto con algunos cómplices, incluido uno de los camaradas de Napoleón en Santa Elena, el general de Montholon. Aunque Montholon era en realidad un agente doble utilizado por el gobierno francés para espiar, en Londres, a Luis Napoléon, engañó a Thiers haciéndole creer que la operación se llevaría a cabo en Metz. Sin embargo, la operación de Bonaparte fue un completo fracaso y fue detenido con sus hombres en el Fuerte de Ham, Picardía.
Su juicio tuvo lugar ante la Cámara de Pares del 28 de septiembre de 1840 al 6 de octubre de 1840, ante la indiferencia general. La atención del público se centró en el juicio de Marie Lafarge, ante la Cour d'assises de Tulle, acusando a la misma de haber envenenado a su marido. Defendido por el famoso abogado legitimista Pierre-Antoine Berryer, Bonaparte fue condenado a cadena perpetua, por 152 votos (contra 160 abstenciones, de un total de 312 pares). "Nosotros no matamos gente loca, está bien! Pero lo hacemos confinarlos, declaró el Journal des Débats, en este periodo de intensos debates relativos a los parricidas, enfermedad mental y reforma del código penal. [dieciséis]

#### Colonización de Argelia
La conquista de Argelia, iniciada en los últimos días de la Restauración borbónica, se enfrentó ahora a las incursiones de Abd al-Qádir, castigando al mariscal Valée y a la expedición del duque de Orleans a las Portes de Fer en otoño de 1839, que había violado los términos del Tratado de Tafna de 1837 entre el general Bugeaud y Abd-el-Kader. Thiers presionó a favor de la colonización del interior del país, hasta los bordes del desierto. Convenció al rey, que vio en Argelia un teatro ideal para que su hijo cubriera la Casa de Orleans con gloria, y lo convenció de que enviara al general Bugeaud como primer gobernador general de Argelia. Bugeaud, que lideraría una dura represión contra los nativos, fue nominado oficialmente el 29 de diciembre de 1840, pocos días después de la caída de Thiers.

#### Asuntos de Oriente Medio, un pretexto para la caída de Thiers
Thiers apoyó a Mehemet Ali, el virrey de Egipto, en su ambición de constituir un vasto Imperio árabe desde Egipto hasta Siria. Trató de interceder para que firmara un acuerdo con el Imperio Otomano, sin que lo supieran las otras cuatro potencias europeas (Gran Bretaña, Austria, Prusia y Rusia). Sin embargo, informado de estas negociaciones, el ministro británico de Asuntos Exteriores, Lord Palmerston, negoció rápidamente un tratado entre las cuatro potencias para resolver la "Cuestión Oriental". Cuando se reveló, la Convención de Londres el 15 de julio de 1840 provocó una explosión de furia patriótica: Francia había sido expulsada de una zona en la que tradicionalmente ejercía su influencia, mientras que Prusia, que no tenía ningún interés en ella, estaba asociada al tratado. Aunque Luis Felipe fingió unirse a las protestas generales, sabía que podía aprovechar la situación para deshacerse de Thiers.
Este último complació los sentimientos patrióticos al decretar, el 29 de julio de 1840, una movilización parcial y al iniciar, el 13 de septiembre de 1840, las obras de las fortificaciones de París. Pero Francia permaneció pasiva cuando, el 2 de octubre de 1840, la Royal Navy se movilizó a lo largo de la costa libanesa. Mehemet Ali fue inmediatamente destituido como virrey por el sultán.
Tras largas negociaciones entre el rey y Thiers, el 7 de octubre de 1840 se llegó a un compromiso: Francia renunciaría a su apoyo a las pretensiones de Mehemet Ali en Siria, pero declararía a las potencias europeas que Egipto debería seguir siendo independiente a toda costa. A partir de entonces, Gran Bretaña reconoció el dominio hereditario de Mehmet Ali sobre Egipto: Francia había obtenido un retorno a la situación de 1832. A pesar de esto, la ruptura entre Thiers y Luis Felipe era ahora definitiva. El 29 de octubre de 1840, cuando Charles de Rémusat presentó al Consejo de Ministros el borrador del discurso del trono, preparado por Hippolyte Passy, Luis Felipe lo encontró demasiado agresivo. Después de una breve discusión, Thiers y sus asociados presentaron colectivamente sus renuncias al rey, quien las aceptó. Al día siguiente, Luis Felipe envió por el mariscal Soult y Guizot para que pudieran regresar a París lo antes posible.

## Gobierno de Guizot (1840-1848)
Cuando Luis Felipe llamó al poder a Guizot y los Doctrinaires, representantes de la centro-derecha, después del representante de centro-izquierda Thiers, seguramente imaginó que esto sería solo temporal, y que pronto podría volver a llamar a Molé. Pero el nuevo gabinete formado por Guizot permanecería muy unido y finalmente se ganaría la confianza del rey, convirtiéndose Guizot en su presidente favorito del Consejo.
El 26 de octubre de 1840, Guizot llegó a París procedente de Londres. Tomó para sí el Ministerio de Relaciones Exteriores y dejó que Soult asumiera la presidencia nominal. Esto satisfizo al rey y a la familia real, mientras que el propio Guizot estaba seguro de su capacidad para manipular al viejo mariscal Soult como quisiera. Como la centro-izquierda se había negado a permanecer en el gobierno, el gabinete de Guizot incluía sólo a conservadores, desde el centro ministerial hasta los doctrinarios de centro-derecha.
La Columna de Julio se erigió en honor a la Revolución de 1830. La cuestión de Oriente Medio fue resuelta por la Convención del Estrecho de Londres de 1841, que permitió la primera reconciliación entre Francia y Gran Bretaña. Esto, a su vez, aumentó el favor del público hacia la colonización de Argelia.
Tanto el gobierno como la Cámara eran orleanistas. Se dividieron en la Izquierda Dinástica de Odilon Barrot (Gauche dynastique), que exigía la extensión del sufragio a la pequeña burguesía y tenía como portavoz Le Siècle; la de centroizquierda, encabezada por Adolphe Thiers, que pretendía restringir las prerrogativas e influencias reales, y que tenía como portavoz Le Constitutionnel; los conservadores, encabezados por Guizot y el conde Molé, que querían preservar el régimen y defendían sus ideas en Le Journal des débats y La Presse.
Guizot rechazó cualquier reforma, rechazando una franquicia más amplia. Según él, la monarquía debería favorecer a las "clases medias", definidas por la propiedad de la tierra, una "moral" ligada al dinero, el trabajo y el ahorro. «Enrichissez-vous par le travail et par l'épargne et ainsi vous serez électeur! » (" ¡Hágase rico con el trabajo y los ahorros y entonces serán electores!") Fue su famosa declaración. Guizot se vio favorecido en sus objetivos por una cómoda tasa de crecimiento económico, con un promedio de alrededor del 3,5% anual entre 1840 y 1846. La red de transporte se amplió rápidamente. Una ley de 1842 organizó la red ferroviaria nacional, que creció de 600 a 1.850 km, señal segura de que la Revolución Industrial había llegado plenamente a Francia.

### Un sistema amenazado
Este período de Revolución Industrial se caracterizó por la aparición de un nuevo fenómeno social, conocido como pauperismo. En relación con la industrialización y el éxodo rural, los trabajadores pobres se convirtieron en un segmento cada vez más grande de la población. Además, la antigua red de asociaciones de trabajadores del Antiguo Régimen había desaparecido. Los trabajadores tenían una jornada de trabajo de 14 horas, un salario diario de 20 céntimos y no tenían posibilidad de organizarse en sindicatos. Se registraron 250.000 mendigos y 3 millones de ciudadanos se registraron en oficinas de caridad. La asistencia estatal fue inexistente. La única ley social de la Monarquía de Julio fue prohibir, en 1841, el trabajo infantil de menores de ocho años y trabajo nocturno para los menores de 13 años. Sin embargo, la ley casi nunca se implementó.
Los cristianos imaginaban una "economía caritativa", mientras que las ideas del socialismo, en particular el socialismo utópico (Saint-Simon, Charles Fourier, etc.) seguían difundiéndose. Blanqui teorizó sobre los golpes de estado socialistas, mientras que el pensador socialista y anarquista Proudhon teorizó sobre el mutualismo. Por otro lado, los liberales, inspirados por Adam Smith, imaginaron una solución de laissez-faire y el fin de los aranceles, que el Reino Unido, la potencia europea dominante, había iniciado en 1846 con la derogación de las leyes del maíz.

#### Últimos años (1846-1848)
La cosecha de 1846 fue mala, tanto en Francia como en otros lugares (especialmente en Irlanda, pero también en Galicia y Bohemia). Un aumento en el precio del trigo, el alimento básico de la gente común, provocó una escasez de alimentos, mientras que el poder adquisitivo disminuyó. La consiguiente caída del consumo interno provocó una crisis de sobreproducción industrial. Esto, a su vez, condujo inmediatamente a despidos masivos y, por lo tanto, a una gran retirada de ahorros, lo que provocó una crisis bancaria. Las quiebras se multiplicaron y los precios de las acciones en las bolsas de valores colapsaron. El gobierno reaccionó importando trigo ruso, lo que generó un impacto negativo en la balanza comercial. Por tanto, el programa de obras públicas se detuvo, incluidos los intentos de mejorar las defensas costeras de Francia.
El gobierno de Robert Peel en Gran Bretaña se derrumbó en 1846 después de disputas sobre las leyes del maíz, lo que llevó a los liberales nuevamente al gobierno dirigido por Lord Russell y Lord Palmerston. El nombramiento de Lord Palmerston se consideró una amenaza para Francia. El esfuerzo de Guizot para lograr un acercamiento con Gran Bretaña a principios de la década de 1840 fue prácticamente deshecho por el asunto de los matrimonios españoles, que estalló ese año después de que Palmerston intentara casar a la reina española con un miembro de la Casa de Sajonia-Coburgo y Gotha en lugar de a un miembro de la Casa de Borbón, como Guizot y sus homólogos británicos habían acordado a principios de la década de 1840.
A partir de entonces, hubo un aumento de las manifestaciones obreras, con disturbios en Buzançais en 1847. En Roubaix, una ciudad en el norte industrial, el 60% de los trabajadores estaban desempleados. Al mismo tiempo, el régimen se vio empañado por varios escándalos políticos (el escándalo de corrupción de Teste-Cubières, revelado en mayo de 1847, o el suicidio de Charles de Choiseul-Praslin después de haber asesinado a su esposa, la hija de Horace Sébastiani).
Dado que el derecho de asociación estaba estrictamente restringido y las reuniones públicas prohibidas después de 1835, la oposición quedó paralizada. Para eludir esta ley, los disidentes políticos utilizaron los funerales civiles de sus compañeros como ocasiones de manifestaciones públicas. Las celebraciones familiares y los banquetes también servían de pretexto para las reuniones. Al final del régimen, la campagne des banquets tuvo lugar en todas las grandes ciudades de Francia. Luis Felipe reaccionó con firmeza a esta amenaza y prohibió el banquete final, que debía celebrarse el 14 de enero de 1848. Aplazado al 22 de febrero, este banquete provocaría la Revolución de febrero de 1848.

## Fin de la monarquía
Después de algunos disturbios, el rey reemplazó a Guizot por Thiers, quien abogó por la represión. Recibido con hostilidad por las tropas en la Place du Carrousel, frente al Palacio de las Tullerías, el rey finalmente decidió abdicar en favor de su nieto, Felipe de Orleans, confiando la regencia a su nuera, Elena de Mecklemburgo-Schwerin. Su gesto fue en vano ya que la Segunda República fue proclamada el 26 de febrero de 1848, en la Place de la Bastille, ante la Columna de Julio.
Luis Felipe, que pretendía ser el "Rey Ciudadano" vinculado al país por un contrato de soberanía popular en el que fundaba su legitimidad, no veía que el pueblo francés abogaba por una ampliación del electorado, ya sea por una disminución del umbral de impuestos electorales, o por el establecimiento del sufragio universal.
Aunque el final de la Monarquía de julio llevó a Francia al borde de la guerra civil, el período también se caracterizó por una efervescencia de la creación artística e intelectual.

## Lectura adicional
- Antonetti, Guy. Louis-Philippe (París, Librairie Arthème Fayard, 2002), en francés
- Aston, Nigel. "Orleanism, 1780–1830," History Today, (Oct 1988) 38#10, pp 41–47
- Beik, Paul. Louis Philippe and the July Monarchy (1965), short survey
- Blum, Jerome. In the Beginning: The Advent of the Modern Age Europe in the 1840s (1994) pp 199–234.
- Collingham, H.A.C. The July Monarchy: A Political History of France, 1830–1848 (Longman, 1988)
- Furet, François. Revolutionary France 1770-1880 (1995), pp 326–84. survey of political history by leading scholar
- Howarth, T.E.B. Citizen-King: The Life of Louis Philippe, King of the French (1962).
- Jardin, Andre, and Andre-Jean Tudesq. Restoration and Reaction 1815–1848 (The Cambridge History of Modern France)  (1988)
- Lucas-Dubreton, J. The Restoration and the July Monarchy (1929),  pp 174–368.
- Merriman, John M. ed. 1830 in France (1975) articles by scholars.
- Newman, Edgar Leon, and Robert Lawrence Simpson. Historical Dictionary of France from the 1815 Restoration to the Second Empire (Greenwood Press, 1987) en línea edition Archivado el 28 de junio de 2011 en Wayback Machine.
- Pinkney, David. The French Revolution of 1830 (1972)
- Pinkney, David. Decisive Years in France, 1840-1847 (1986)

### Historia cultural
- Chu, Petra ten-Doesschate, and Gabriel P. Weisberg, eds. The popularization of images: Visual culture under the July Monarchy (Princeton University Press, 1994)
- Drescher, Seymour. "America and French Romanticism During the July Monarchy." American Quarterly (1959) 11#1 pp: 3-20. in JSTOR
- Margadant, Jo Burr. "Gender, Vice, and the Political Imaginary in Postrevolutionary France: Reinterpreting the Failure of the July Monarchy, 1830-1848," American Historical Review (1999) 194#5 pp. 1461–1496 in JSTOR
- Marrinan, Michael. Painting politics for Louis-Philippe: art and ideology in Orléanist France, 1830-1848 (Yale University Press, 1988)
- Mellon, Stanley. "The July Monarchy and the Napoleonic Myth." Yale French Studies (1960): 70–78. in JSTOR

### Historia social y económica
- Charle, Christophe. A Social History of France in the Nineteenth Century (1994)
- Harsin, Jill. Barricades: The War of the Streets in Revolutionary Paris, 1830-1848 (2002)
- Kalman, Julie. "The unyielding wall: Jews and Catholics in Restoration and July monarchy France." French historical studies (2003) 26#4 pp: 661–686.
- Marx, Karl, "Las luchas de clases en Francia 1848-1850" (https://www.fundacionfedericoengels.net/images/PDF/marx_luchas-clases-francia_interior.pdf)
- Pinkney, David H. "Laissez-Fair or Intervention? Labor Policy in the First Months of the July Monarchy." in French Historical Studies, Vol. 3. n.º 1. (Spring, 1963), pp. 123–128.
- Price, Roger. A Social History of Nineteenth-Century France (1987) 403pp. 403 pgs. en línea edition Archivado el 28 de junio de 2011 en Wayback Machine.
- Stearns, Peter N. "Patterns of industrial strike activity in France during the July Monarchy." American Historical Review (1965): 371–394. in JSTOR

- Datos: Q58202
- Multimedia: July Monarchy / Q58202